# 쩡웨이취안
쩡웨이취안(曾偉權, 증위권, 영문명은 Savio Tsang, 1960년 11월 22일 ~ 2020년 11월 12일)은 홍콩의 남성 연극배우, 영화배우, 텔레비전 연기자, 방송인이다.

## 생애
홍콩에서 출생하였고 지난날 한때 마카오에서 잠시 유아기를 보낸 적이 있는 그는 1982년 텔레비전 드라마에서 연기자로 첫 데뷔하였고 1988년 영화 《폭풍녀(暴風女)》로 영화배우 데뷔하였으며 1997년 연극배우 데뷔하였다.